# Arnoult de Nimègue
Pour les articles homonymes, voir Arnoult et Nimègue.
Arnoult de Nimègue (en néerlandais Arnold van Nijmegen), autrement Arnoud de la Pointe (Arndt Ortkens), né vers 1475 à Nimègue et mort vers 1540 (peut-être à Anvers), est un maître verrier flamand de la Renaissance.

## Les débuts
Sa jeunesse et sa formation ne sont pas connus. On le sait seulement actif à Tournai à la fin du XVe siècle. Il réalise quelques vitraux dans la cathédrale Notre-Dame de cette ville. Tout comme d'autres peintres verriers, il y travaille à une série de vingt-deux vitraux relatifs à l'histoire de l'évêché. On lui attribue trois vitraux dont celui de La fuite de Chilpéric, précisément signée du peintre Arnt Nimèg[ue].

## La période française

### Contexte

Arbre de Jessé de l'église Saint-Godard de Rouen (1506).

La stabilité économique et politique, les liens qui unissent traditionnellement la Flandre et la Normandie et surtout la nomination au siège archiépiscopal de Rouen de Georges d'Amboise, important mécène de la Renaissance en relation avec l'Italie, comptent sans doute parmi les principales raisons qui expliquent sa venue à Rouen vers les années 1500. Cette ville est alors la seconde du royaume après Paris. Il va bénéficier de la protection d'Antoine Bohier, alors abbé de Saint-Ouen de Rouen qui est peut-être directement à l'origine de sa venue en Normandie. Il développe dans la ville un atelier concurrent de celui des frères Leprince, Jean et Engrand. Il y restera pendant dix ans environ. En tout cas, sa présence est bien attestée par les archives et par sa signature qui figure encore sur deux verrières rouennaises : à Saint-Romain et sur l'Arbre de Jessé de Saint-Godard réalisé en 1506 et signé Arnoult de la Pointe.

### Principales œuvres
Une grande partie de son œuvre se trouve à Rouen et il est parfois impossible de savoir si ces verrières sont directement réalisés par le maître ou par ses ateliers
- Arbre de Jessé à l'église Saint-Godard de Rouen  (1506)
- Vie de Saint-Étienne, deux verrières de l'ancienne église Saint-Étienne-des-Tonneliers, remontées à l'église Saint-Romain de Rouen
- quelques vitraux de l'ancienne église Saint-Vincent remontés à l'église Sainte-Jeanne-d'Arc de Rouen
- six vitraux de l'église Notre-Dame de Caudebec-en-Caux
- la Sainte-Parenté dit les Trois Marie à l'église Notre-Dame de Louviers (vers 1526)
- Saint-Sébastien, St-Jean-Baptiste, la Vierge et St-Jean l'évangéliste à la collégiale Notre-Dame des Andelys
- Saint-Thomas et Saint-Romain à l'église Sainte-Foy de Conches-en-Ouche
- l’Assomption à l’église Notre-Dame de Saint-Lô

## Retour aux Pays-Bas
On le sait actif à Anvers en 1513 où il s'inscrit à la Guilde Saint-Luc avec le titre de Meester. Le peintre Albrecht Dürer lui rend visite en 1521 lors de son voyage aux Pays-Bas, ce qui est un signe de sa renommée. On suit encore l'activité de son atelier jusqu'en 1531. De cette période n'ont été conservés que les vitraux des Grands Carmes d'Anvers. Ils sont actuellement remontés à St George's Hanover Square à Londres (Arbre de Jessé) et à la cathédrale de Lichfield (Dormition de la Vierge et La Fontaine de Miséricorde). Il conserve cependant les relations qui le lient à ses élèves en Normandie et continuent plusieurs années durant à créer des canevas qu'il fait parvenir là-bas.

### Sources et bibliographie
- Jean Lafond, Arnoult de Nimègue et son œuvre : études sur l'art vitrail en Normandie, Rouen, Lecerf, 1930, 20p.
- Jean Lafond, La résurrection d'un maître d'autrefois, le peintre verrier Arnoult de Nimègue, Rouen, Imprimerie Lainé, 1942, 102 p. et 24 planches, compte-rendu de Marcel Aubert, « Lafond (Jean). La résurrection d'un maître d'autrefois, le peintre verrier Arnoult de Nimègue. 1942 », Bulletin Monumental, t. 102, no 1,‎ 1943, p. 152-154 (lire en ligne)
- Michel Laclotte, Jean-Pierre Cuzin, Arnauld Pierre, Dictionnaire de la peinture, collection Grands dictionnaires Culturels, Paris, Larousse, 2003, 1146p.
- Françoise Perrot, « Arnoult de Nimègue (1470 env.-env. 1540) », Encyclopædia Universalis [en ligne], consulté le 5 février 2015. URL :